# Nordalbingien
Nordalbingien är en äldre benämning på den del av saxarnas land som var beläget mellan Elbe och den danska gränsen vid Eider. Området införlivades av Karl den stora i Frankerriket och var därefter under århundraden omstritt mellan danskar och tyskar.